# Mattiastrum howardii
Mattiastrum howardii är en strävbladig växtart som beskrevs av Syed Muhammad Anwar Kazmi. Mattiastrum howardii ingår i släktet Mattiastrum och familjen strävbladiga växter. Inga underarter finns listade i Catalogue of Life.